# Список глав правительства Того
Список глав правительства Того включает лиц, занимавших этот пост в Того, включая глав правительства этой республики в период её конституционного единства с Четвёртой и Пятой Французскими республиками до 27 апреля 1960 года, когда страна была провозглашена независимой с прекращением режима опеки ООН.
В настоящее время правительство страны возглавляет Председатель Совета министров Тоголезской Республики (фр. Président du Conseil des Ministres de la République togolaise). Согласно новой, пятой по счёту, конституции страны, вступившей в силу 6 мая 2024 года, полномочия главы государства (президента республики) были ограничены в пользу правительства и его главы. Парламентский электоральный цикл был увеличен с пяти до шести лет, установлено, что правительство возглавляет лидер партии, победившей на выборах в Национальное собрание.
Применённая в первых столбцах таблиц нумерация является условной. Также условным является использование в первых столбцах цветовой заливки, служащей для упрощения восприятия принадлежности лиц к различным политическим силам без необходимости обращения к столбцу, отражающему партийную принадлежность. В столбце «Выборы» отражены состоявшиеся выборные процедуры или иные основания, по которым лицо стало главой правительства. Наряду с партийной принадлежностью, в столбце «Партия» также отражён независимый статус политиков.

## Премьер-министр (1956—1961)
30 августа 1956 года Французское Того, подопечная территория ООН под управлением Франции, имеющая статус «ассоциированной территории» (фр. territoire associé), по декрету французского правительства стала автономной Республикой Того (фр. République autonome du Togo). В соответствии с результатами выборами в Территориальную ассамблею, проведёнными 12 июня 1955 года, на которых победили профранцузские Партия прогресса Того и Союз вождей и народов Севера, 10 сентября 1956 года было сформировано правительство во главе с лидером Партии прогресса Николасом Грюницким. Референдум, проведённый 28 октября 1956 года с целью подтверждения автономного статуса Того в составе Французского Союза, не был признан Генеральной ассамблеей ООН, поскольку не содержал варианта получения страной независимости. ООН сохранило свою опеку над страной; сохраняющееся конституционное единство Того с Францией поддерживалось назначаемым из Парижа верховным комиссаром Французской Республики (фр. Haut Commissaire de la République). 5 марта 1958 года Франция изменила статус Республики Того (фр. République du Togo) и 27 апреля 1958 года провела парламентские выборы, победу на которых одержал националистический Комитет единства Того во главе с Сильванусом Олимпио, ставшим новым премьер-министром. 27 апреля 1960 года Того прервало конституционное единство с Францией, премьер-министр С. Олимпио был объявлен главой государства (фр. Chef d'état), получившего название Тоголезская Республика (фр. République togolaise). После победы на выборах, прошедших 9 апреля 1961 года одновременно с референдумом, на котором была одобрена конституция, устанавливающая режим президентской республики, 25 апреля 1961 года он принял президентскую присягу, пост премьер-министра был упразднён.
|          | Портрет        | Имя (годы жизни)                                                                  | Полномочия       | Полномочия     | Партия                | Выборы                                                               | Должность                            | Пр.         |
| Начало   | Портрет        | Имя (годы жизни)                                                                  | Окончание        |                | Партия                | Выборы                                                               | Должность                            | Пр.         |
| -------- | -------------- | --------------------------------------------------------------------------------- | ---------------- | -------------- | --------------------- | -------------------------------------------------------------------- | ------------------------------------ | ----------- |
| 1        |                | Николас Адор Грюницкий (1913—1969) фр. Nicolas Ador Grunitzky                     | 10 сентября 1956 | 16 мая 1958    | Партия прогресса Того | 1955                                                                 | премьер-министр фр. Premier Ministre | [ 6 ]       |
| 2 (I—II) |                | Сильванус Эпифанио Квами Олимпио (1902—1963) фр. Sylvanus Epiphanio Kwami Olympio | 16 мая 1958      | 27 апреля 1960 | Комитет единства Того | 1958                                                                 | премьер-министр фр. Premier Ministre | [ 7 ] [ 8 ] |
| 2 (I—II) | 27 апреля 1960 | Сильванус Эпифанио Квами Олимпио (1902—1963) фр. Sylvanus Epiphanio Kwami Olympio | 25 апреля 1961   | [ комм. 3 ]    | Комитет единства Того | премьер-министр, глава государства фр. Premier Ministre, Chef d'état |                                      | [ 7 ] [ 8 ] |

## Премьер-министр (1991—2025)
Созванная в 1991 году Национальная конференция, где преобладали силы, оппозиционные президенту Гнассингбе Эйадеме, приняла решение о формировании правительства со значительными исполнительными полномочиями, с целью обеспечения будущих многопартийных выборов. 27 августа 1991 года на восстановленный пост премьер-министра Тоголезской Республики (фр. Premier ministre de la République togolaise) был утверждён Жозеф Коффиго, один из лидеров трёхпартийной коалиции «Координация новых сил» (11 июня 1993 года преобразованной в единую партию). Сторонники президента неоднократно пытались отстранить это правительство от власти. В ноябре 1991 года, после запрета переходным Высшим советом республики президентского Объединения тоголезского народа (ОТН), солдаты осадили резиденцию Ж. Коффиго с требованием легализации ОТН и замены кабинета, в связи с чем Ж. Коффиго призвал к французской военной помощи. Г. Эйадема выразил доверие правительству и призвал солдат вернуться в казармы, однако заявил о необходимости начать консультации по формированию правительства национального единства. 3 декабря 1991 года солдатам удалось захватить Ж. Коффиго после штурма его резиденции с применением танков и со многими жертвами. Они взяли Ж. Кофиго на встречу с Г. Эйадемой, после которой президент сделал заявление о том, что новое правительство будет сформировано им совместно с Ж. Коффиго. 31 декабря 1991 года было объявлено о создании нового кабинета, включившего трёх представителей ОТН, во главе которого остался Ж. Коффиго. На состоявшемся 27 сентября 1992 года референдуме из конституции были удалены положения об однопартийной системе. Многопартийные парламентские выборы 6 февраля 1994 года партия Ж. Коффиго проиграла. В дальнейшем формирование правительства происходило на основе расстановки сил в Национальном собрании.
|           | Портрет          | Имя (годы жизни)                                                             | Полномочия       | Полномочия         | Партия                                     | Выборы           | Пр.           |
| Начало    | Портрет          | Имя (годы жизни)                                                             | Окончание        |                    | Партия                                     | Выборы           | Пр.           |
| --------- | ---------------- | ---------------------------------------------------------------------------- | ---------------- | ------------------ | ------------------------------------------ | ---------------- | ------------- |
| 3 (I—II)  |                  | Жозеф Коку Коффиго (1948—) фр. Joseph Kokou Koffigoh                         | 27 августа 1991  | 31 декабря 1991    | Координация новых сил                      | [ комм. 4 ]      | [ 10 ]        |
| 3 (I—II)  | 31 декабря 1991  | Жозеф Коку Коффиго (1948—) фр. Joseph Kokou Koffigoh                         | 23 апреля 1994   | [ комм. 5 ]        | Координация новых сил                      |                  | [ 10 ]        |
| 4 (I)     |                  | Эдуар Коджови Коджо (1938—2020) фр. Édouard Kodjovi Kodjo                    | 23 апреля 1994   | 20 августа 1996    | Тоголезский союз за демократию             | 1994             | [ 11 ] [ 12 ] |
| 5         |                  | Квасси Пьер Клютсе (1945—2024) фр. Kwassi Pierre Klutsé                      | 20 августа 1996  | 21 мая 1999        | Объединение тоголезского народа            | 1994             | [ 13 ] [ 14 ] |
| 6         |                  | Эжен Коффи Адоболи (1934—2025) фр. Eugène Koffi Adoboli                      | 21 мая 1999      | 31 августа 2000    | Объединение тоголезского народа            | 1999             | [ 15 ]        |
| 7         |                  | Мессан Агбейоме Габриэль Коджо (1954—2024) фр. Messan Agbéyomé Gabriel Kodjo | 31 августа 2000  | 29 июня 2002       | Объединение тоголезского народа            | 1999             | [ 16 ] [ 17 ] |
| 8         |                  | Коффи Сама (1944—) фр. Koffi Sama                                            | 29 июня 2002     | 9 июня 2005        | Объединение тоголезского народа            | 2002             | [ 18 ]        |
| 4 (II)    |                  | Эдуар Коджови Коджо (1938—2020) фр. Édouard Kodjovi Kodjo                    | 9 июня 2005      | 20 сентября 2006   | Панафриканская патриотическая конвергенция | 2002             | [ 11 ] [ 12 ] |
| 9         |                  | Йавови Маджи Агбойибо (1943—2020) фр. Yawovi Madji Agboyibo                  | 20 сентября 2006 | 6 декабря 2007     | Комитет действия за обновление             | 2002             | [ 19 ] [ 20 ] |
| 10        |                  | Комлан Малли (1960—) фр. Komlan Mally                                        | 6 декабря 2007   | 8 сентября 2008    | Объединение тоголезского народа            | 2007             | [ 21 ] [ 22 ] |
| 11 (I—II) |                  | Жильбер Фоссун Унгбо (1961—) фр. Gilbert Fossoun Houngbo                     | 8 сентября 2008  | 7 мая 2010         | независимый                                | 2007             | [ 23 ] [ 24 ] |
| 11 (I—II) | 7 мая 2010       | Жильбер Фоссун Унгбо (1961—) фр. Gilbert Fossoun Houngbo                     | 23 июля 2012     | [ 25 ]             | независимый                                | 2007             |               |
| 12 (I—II) |                  | Квеси Селеагоджи Аоме-Зюню (1958—) фр. Kwesi Séléagodji Ahoomey-Zunu         | 23 июля 2012     | 17 сентября 2013   | Панафриканская патриотическая конвергенция | 2007             | [ 26 ] [ 27 ] |
|           | 17 сентября 2013 | Квеси Селеагоджи Аоме-Зюню (1958—) фр. Kwesi Séléagodji Ahoomey-Zunu         | 10 июня 2015     | Союз за республику | 2013                                       | [ 28 ]           |               |
| 13        |                  | Коми Селом Классу (1960—) фр. Komi Sélom Klassou                             | 10 июня 2015     | Союз за республику | 2013                                       | 28 сентября 2020 | [ 29 ] [ 30 ] |
| 13        | 2018             | Коми Селом Классу (1960—) фр. Komi Sélom Klassou                             | 10 июня 2015     | Союз за республику |                                            | 28 сентября 2020 | [ 29 ] [ 30 ] |
| 14        |                  | Виктуар Сидемехо Томега-Догбе (1959—) фр. Victoire Sidémého Tomegah-Dogbé    | 28 сентября 2020 | Союз за республику | 3 мая 2025                                 | [ 31 ] [ 32 ]    |               |

## Председатель Совета министров (с 2025)
Согласно вступившей в силу 6 мая 2025 года конституции, пост президента Совета министров, получивший полномочия руководителя исполнительной власти страны, занимает лидер победившей на парламентских выборах партии. На выборах 2024 года таковой стал президентский Союз за республику, 4 мая 2025 года занимавший с 2005 года пост президента республики Фор Гнассингбе возглавил новое правительство.
|        | Портрет | Имя (годы жизни)                                                | Полномочия | Полномочия  | Партия             | Выборы | Пр.           |
| Начало | Портрет | Имя (годы жизни)                                                | Окончание  |             | Партия             | Выборы | Пр.           |
| ------ | ------- | --------------------------------------------------------------- | ---------- | ----------- | ------------------ | ------ | ------------- |
| 15     |         | Фор Эссозимна Гнассингбе (1966—) фр. Faure Essozimna Gnassingbé | 3 мая 2025 | действующий | Союз за республику | 2024   | [ 34 ] [ 35 ] |